# قره مصطفى باشا (والي مصر)
قره مصطفى باشا ‏ ( - 1628 ) سياسي عثماني شغل منصب والي مصر منذ 20 يوليو 1623 حتى 9 أكتوبر 1623.
وشغل منصب ولاية بغداد ثلاث مرات، حيث ذكر المؤرخ ياسين العمري ان ولايته الأولى كانت سنة (1060ه‍/1650م)، والولاية الثانية كانت سنة (1075 ه‍/1664م)، والثالثة (1077 ه‍/1666م). أما المؤرخ عباس العزاوي فيذكر ان ولايته الأولى كانت سنة (1061 ه‍)، والثانية كانت سنة (1075 ه‍/1664م) وابتدأت من (سلخ شهر صفر إلى 26 من ذي القعدة) من نفس هذه السنة. وكان قد تسلمها بعد أن غضب عليه السلطان وعزله عن ولاية مصر وتوجه إلى إسطنبول وتخفى سبع سنوات أو ثمانياً، ولذلك حمل لقب "مصطفى باشا الفارّ"، أي "الهارب"، ثم عفا عنه السلطان وأنعم عليه بولاية وان ثم نال منصب بغداد، وهي الولاية الثالثة وابتدأت من (14 شوال سنة 1077 ه‍/1666 م) إلى (سلخ ذي الحجة 1081 ه‍/1670 م).